# Karl Spreitzer
Karl Spreitzer (26 de Janeiro de 1918 - 2 de Fevereiro de 2009) foi um piloto alemão da Luftwaffe durante a Segunda Guerra Mundial. Voou 652 missões de combate, nas quais destruiu 11 tanques e 8000 toneladas de tonelagem de arqueação bruta. Ao longo da sua carreira foi abatido três vezes.